# Ambohipaky
Ambohipaky est une commune urbaine malgache située dans la partie ouest de la région de Boeny.